# Djamel Tlemçani
Djamel Tlemçani (en arabe : جمال تلمساني), est un footballeur international algérien né le 16 avril 1955 à Médéa (Algérie).

## Biographie
Il joue principalement comme milieu de terrain au Stade de Reims, au  FC Rouen et au SC Toulon.
Membre de la sélection algérienne participant à la Coupe du monde en 1982, il prend part au deuxième match de son équipe (face à l'Autriche), en remplaçant Mustapha Dahleb,,,.
Il compte 26 sélections en équipe nationale entre 1982 et 1985.

## Statistiques
| Saison    | Club          | Championnat | Championnat  | Championnat | Championnat | Championnat | Continent    | Continent | Continent | Continent | Coupes nationales | Coupes nationales | Coupes nationales | Coupes nationales | International | International | International | International | Total        | Total | Total | Total |  |
| --------- | ------------- | ----------- | ------------ | ----------- | ----------- | ----------- | ------------ | --------- | --------- | --------- | ----------------- | ----------------- | ----------------- | ----------------- | ------------- | ------------- | ------------- | ------------- | ------------ | ----- | ----- | ----- |  |
| Saison    | Club          | div         | Matchs joués | buts        | p.d.        | eff.        | Matchs joués | buts      | p.d.      | eff.      |                   |                   |                   |                   | Matchs joués  | buts          | p.d.          | eff.          | Matchs joués | buts  | p.d.  | eff.  |  |
| 1989/1990 | Lorient       | 2           | 8            |             |             |             |              |           |           |           |                   |                   |                   |                   |               |               |               |               | 8            |       |       |       |  |
| 1988/1989 | Villecresnes  | 3           |              |             |             |             |              |           |           |           |                   |                   |                   |                   | 4             | 1             |               | 232           | 4            | 1     |       | 232   |  |
| 1987/1988 | Rennes        | 2           | 22           | 5           |             | 386         |              |           |           |           |                   |                   |                   |                   |               |               |               |               | 22           | 5     |       | 386   |  |
| 1986/1987 | Quimper       | 2           | 18           | 10          |             | 161         |              |           |           |           |                   |                   |                   |                   |               |               |               |               | 18           | 10    |       | 161   |  |
| 1985/1986 | La Chaux      | 1           |              |             |             |             |              |           |           |           |                   |                   |                   |                   | 1             |               |               |               | 1            |       |       |       |  |
| 1984/1985 | Toulon        | 1           | 23           | 2           |             | 807         |              |           |           |           | 1                 |                   |                   |                   |               |               |               |               | 24           | 2     |       | 852   |  |
| 1983/1984 | Rouen         | 1           | 30           | 8           | 1           | 325         |              |           |           |           | 3                 | 3                 |                   | 90                | 1             | 1             |               | 90            | 34           | 12    | 1     | 246   |  |
| 1982/1983 | Rouen         | 1           | 31           | 10          | 1           | 270         |              |           |           |           | 7                 | 2                 |                   | 330               |               |               |               |               | 38           | 12    | 1     | 280   |  |
| 1981/1982 | Reims         | 2           | 28           | 12          |             | 204         |              |           |           |           | 2                 |                   |                   |                   | 3             |               |               |               | 33           | 12    |       | 231   |  |
| 1980/1981 | Reims         | 2           | 32           | 16          |             | 177         |              |           |           |           |                   |                   |                   |                   |               |               |               |               | 32           | 16    |       | 177   |  |
| 1979/1980 | Reims         | 2           | 15           | 3           |             | 389         |              |           |           |           | 3                 |                   |                   |                   |               |               |               |               | 18           | 3     |       | 479   |  |
| 1978/1979 | CR Belouizdad |             |              |             |             |             |              |           |           |           |                   |                   |                   |                   |               |               |               |               |              |       |       |       |  |
| 1977/1978 | CR Belouizdad |             |              |             |             |             |              |           |           |           |                   |                   |                   |                   |               |               |               |               |              |       |       |       |  |
| 1976/1977 | CR Belouizdad |             |              |             |             |             |              |           |           |           |                   |                   |                   |                   |               |               |               |               |              |       |       |       |  |
| 1975/1976 | CR Belouizdad |             |              |             |             |             |              |           |           |           |                   |                   |                   |                   |               |               |               |               |              |       |       |       |  |
| 1974/1975 | CR Belouizdad |             |              |             |             |             |              |           |           |           |                   |                   |                   |                   |               |               |               |               |              |       |       |       |  |
| 1973/1974 | CR Belouizdad |             |              |             |             |             |              |           |           |           |                   |                   |                   |                   |               |               |               |               |              |       |       |       |  |
| 1972/1973 | OM            |             |              |             |             |             |              |           |           |           |                   |                   |                   |                   |               |               |               |               |              |       |       |       |  |
| TOTAL     | TOTAL         |             | 207          | 66          | 2           | 267         |              |           |           |           | 16                | 5                 |                   | 294               | 9             | 2             |               | 281           | 232          | 73    | 2     | 269   |  |

### Buts pour le stade rennais
1 - le 25/07/87, Rennes - Saint-Dizier (2-1), J2 Division 2
2 - le 15/08/87, Rouen - Rennes (2-1), J5 Division 2
3 - le 12/09/87, Rennes - Valenciennes (3-1), J10 Division 2
4 - le 07/11/87, Rennes - Quimper (3-1), J17 Division 2
5 - le 28/11/87, Dunkerque - Rennes (2-2), J20 Division 2

## Palmarès
- Vainqueur de la Coupe d'Algérie en 1978 avec le CR Belouizdad

## Statistiques
- 84 matchs et 20 buts en Ligue 1
- 123 matchs et 46 buts en Ligue 2